# François de La Rochefoucauld (cardinale)
François de La Rochefoucauld (Parigi, 8 dicembre 1558 – Parigi, 14 febbraio 1645) è stato un cardinale e vescovo cattolico francese.

## Biografia
Nato a Parigi l'8 dicembre 1558, era il secondo dei quattro figli di Charles de La Rochefoucauld, conte di Randan, e di Fulvia Pico della Mirandola. Alla morte del padre, quando aveva tre anni, la famiglia ritornò alla corte della regina Caterina de' Medici.
Studiò a Parigi nel Collége de Marmotier, sotto la guida dello zio, abate Jean de La Rochefoucald , e presso i gesuiti del Collége de Clermont.
Avviato alla carriera ecclesiastica, ricevette la tonsura nel 1570. Nel 1579 fu nominato maestro della cappella reale e nel 1584, ventiseienne, vescovo di Clermont-Ferrand; fu consacrato il 6 ottobre 1585 nella chiesa parigina di Sainte-Catherine da Gerolamo Ragazzoni, vescovo di Bergamo e nunzio in Francia.
Papa Paolo V lo creò cardinale-prete di San Callisto nel concistoro del 10 dicembre 1607.
Nel 1611 fu nominato vescovo di Senlis.
Fu presidente del Consiglio reale (primo ministro) dal 1622 al 1624, quando fu sostituito da Richelieu. Fu anche gran cappellano, ovvero responsabile degli affari ecclesiastici del Regno.
Sostenuto da Luigi XIII, nel 1622 fu nominato da Gregorio XV commissario apostolico per la riforma degli ordini religiosi: la sua opera portò alla costituzione della Congregazione di Francia dei canonici regolari di Sant'Agostino.
Morì il 14 febbraio 1645 e fu sepolto in Santa Genoveffa.

## Genealogia episcopale e successione apostolica
La genealogia episcopale è:
- Vescovo Gerolamo Ragazzoni
- Cardinale François de La Rochefoucauld

La successione apostolica è:
- Vescovo Antoine de La Rochefoucauld (1608)
- Vescovo Pierre de Donnauld (1610)
- Arcivescovo Jean Jaubert de Barrault (1611)
- Cardinale Denis-Simon de Marquemont (1612)
- Vescovo Jean de Clèves, C.R.S.A. (1615)
- Vescovo Joachim d'Estaing (1615)
- Vescovo Philibert de Brichanteau (1621)
- Vescovo Claude de Rueil (1622)

## Ascendenza
|                                     |                                     |                                     | Genitori                         |  |  | Nonni |  |  | Bisnonni                          |  |  | Trisnonni                      |  |
|                                     |                                     |                                     |                                  |  |  |       |  |  | 8. François I de La Rochefoucauld |  |  | 16. Jean I de La Rochefoucauld |  |
|                                     |                                     |                                     |                                  |  |  |       |  |  | 8. François I de La Rochefoucauld |  |  | 16. Jean I de La Rochefoucauld |  |
|                                     |                                     | 17. Marguerite de La Rochefoucauld  |                                  |  |  |       |  |  | 8. François I de La Rochefoucauld |  |  |                                |  |
| 4. François II de La Rochefoucauld  |                                     |                                     |                                  |  |  |       |  |  | 8. François I de La Rochefoucauld |  |  |                                |  |
|                                     |                                     | 9. Louise de Crussol                | 18. Louis Bastet de Crussol      |  |  |       |  |  |                                   |  |  |                                |  |
|                                     |                                     | 9. Louise de Crussol                | 18. Louis Bastet de Crussol      |  |  |       |  |  |                                   |  |  |                                |  |
|                                     |                                     | 9. Louise de Crussol                | 19. Jeanne de Lévis              |  |  |       |  |  |                                   |  |  |                                |  |
| 2. Charles de La Rochefoucauld      |                                     | 9. Louise de Crussol                |                                  |  |  |       |  |  |                                   |  |  |                                |  |
|                                     |                                     | 10. Jean de Polignac                | 20. Guillaume Armand de Polignac |  |  |       |  |  |                                   |  |  |                                |  |
|                                     |                                     | 10. Jean de Polignac                | 20. Guillaume Armand de Polignac |  |  |       |  |  |                                   |  |  |                                |  |
|                                     |                                     | 10. Jean de Polignac                | 21. Amédée de Saluzzo            |  |  |       |  |  |                                   |  |  |                                |  |
| 5. Anne de Polignac                 |                                     | 10. Jean de Polignac                |                                  |  |  |       |  |  |                                   |  |  |                                |  |
|                                     |                                     | 11. Jeanne de Chambes               | 22. Jean II de Chambes           |  |  |       |  |  |                                   |  |  |                                |  |
|                                     |                                     | 11. Jeanne de Chambes               | 22. Jean II de Chambes           |  |  |       |  |  |                                   |  |  |                                |  |
|                                     |                                     | 11. Jeanne de Chambes               | 23. Jeanne Chabot                |  |  |       |  |  |                                   |  |  |                                |  |
| 1. François de La Rochefoucauld     |                                     | 11. Jeanne de Chambes               |                                  |  |  |       |  |  |                                   |  |  |                                |  |
|                                     | 12. Ludovico I Pico della Mirandola | 24. Galeotto I Pico della Mirandola |                                  |  |  |       |  |  |                                   |  |  |                                |  |
|                                     | 12. Ludovico I Pico della Mirandola | 24. Galeotto I Pico della Mirandola |                                  |  |  |       |  |  |                                   |  |  |                                |  |
|                                     | 12. Ludovico I Pico della Mirandola | 25. Bianca d'Este                   |                                  |  |  |       |  |  |                                   |  |  |                                |  |
| 6. Galeotto II Pico della Mirandola | 12. Ludovico I Pico della Mirandola |                                     |                                  |  |  |       |  |  |                                   |  |  |                                |  |
|                                     |                                     | 13. Francesca Trivulzio             | 26. Gian Giacomo Trivulzio       |  |  |       |  |  |                                   |  |  |                                |  |
|                                     |                                     | 13. Francesca Trivulzio             | 26. Gian Giacomo Trivulzio       |  |  |       |  |  |                                   |  |  |                                |  |
|                                     |                                     | 13. Francesca Trivulzio             | …                                |  |  |       |  |  |                                   |  |  |                                |  |
| 3. Fulvia Pico della Mirandola      |                                     | 13. Francesca Trivulzio             |                                  |  |  |       |  |  |                                   |  |  |                                |  |
|                                     |                                     | 14. Ludovico Gonzaga                | 28. Gianfrancesco Gonzaga        |  |  |       |  |  |                                   |  |  |                                |  |
|                                     |                                     | 14. Ludovico Gonzaga                | 28. Gianfrancesco Gonzaga        |  |  |       |  |  |                                   |  |  |                                |  |
|                                     |                                     | 14. Ludovico Gonzaga                | 29. Antonia del Balzo            |  |  |       |  |  |                                   |  |  |                                |  |
| 7. Ippolita Gonzaga                 |                                     | 14. Ludovico Gonzaga                |                                  |  |  |       |  |  |                                   |  |  |                                |  |
|                                     |                                     | 15. Francesca Fieschi               | 30. Gianluigi II Fieschi         |  |  |       |  |  |                                   |  |  |                                |  |
|                                     |                                     | 15. Francesca Fieschi               | 30. Gianluigi II Fieschi         |  |  |       |  |  |                                   |  |  |                                |  |
|                                     |                                     | 15. Francesca Fieschi               | 31. Caterina del Carretto        |  |  |       |  |  |                                   |  |  |                                |  |
|                                     |                                     | 15. Francesca Fieschi               |                                  |  |  |       |  |  |                                   |  |  |                                |  |